# Teatrul GET
Teatrul GET este o trupă de tineri actori amatori din orașul Vaslui. Numele teatrului vine de la cuvintele gest, expresie și teatralitate. Primul spectacol pus în scenă a fost piesa Mantaua (Шинель) de Nicolai Vasilievici Gogol.